# Elsbeth Zander
Elsbeth Zander, född 1888, död 1963, var en tysk nazist. 
Hon var ordförande för Nationalsozialistische Frauenschaft 1931-1933.